# Pellicole per vetri
La pellicola per vetri è una pellicola laminata sottile che può essere applicata sulle superfici in vetro, come finestrini, parabrezza e lunotti dei mezzi di trasporto o sui vetri degli infissi degli immobili. Di solito viene realizzata in polietilene tereftalato (PET), una resina polimerica termoplastica della famiglia dei poliesteri. Tale materiale viene scelto per la sua trasparenza, resistenza alla trazione, stabilità dimensionale e capacità di subire una varietà di trattamenti applicati in superficie o incorporati senza alterarne le proprietà.
Le pellicole per vetri sono classificate in base alle loro componenti (tinte, pigmentate, metallizzate o ceramiche), in relazione alla loro destinazione d'uso (automobilistica, marina o architettonica), al tipo di supporto (vetro o policarbonato) nonché in merito alle prestazioni tecniche (privacy, controllo solare, sicurezza e protezione, design, arredamento).
Le pellicole per vetri sono normalmente installate da società di servizi professionali, ma si trovano in commercio anche kit fai-da-te.
L'International Window Film Association, fondata nel 1991, fornisce informazioni sulle pellicole per vetri. L'European Window Film Association è la sezione europea dell'IWFA.

## Utilizzi
Sono disponibili molti tipi di pellicole per vetri, che differiscono per gradi, sfumature, colori e spessori, costruite per offrire soluzioni a una vasta gamma di applicazioni. Le pellicole per vetri sono aggiunte al vetro, e vengono utilizzate per risolvere i problemi inerenti alle superfici vetrate, tra cui:
- Riduzione del calore e dell'abbagliamento
- Isolamento termico
- Filtraggio UV
- Sicurezza e protezione
- Privacy
- Decorazione, segnaletica e branding
- Protezione dai graffiti.
- Stile automobilistico

Le pellicole per vetri sono un metodo molto conveniente per ridurre i costi di raffreddamento negli edifici già esistenti e con bassa efficienza energetica, riducendo la quantità di trasferimento di calore attraverso i vetri, risultando però sconvenienti se comparate con altre soluzioni per edifici di nuova costruzione.

## Proprietà principali

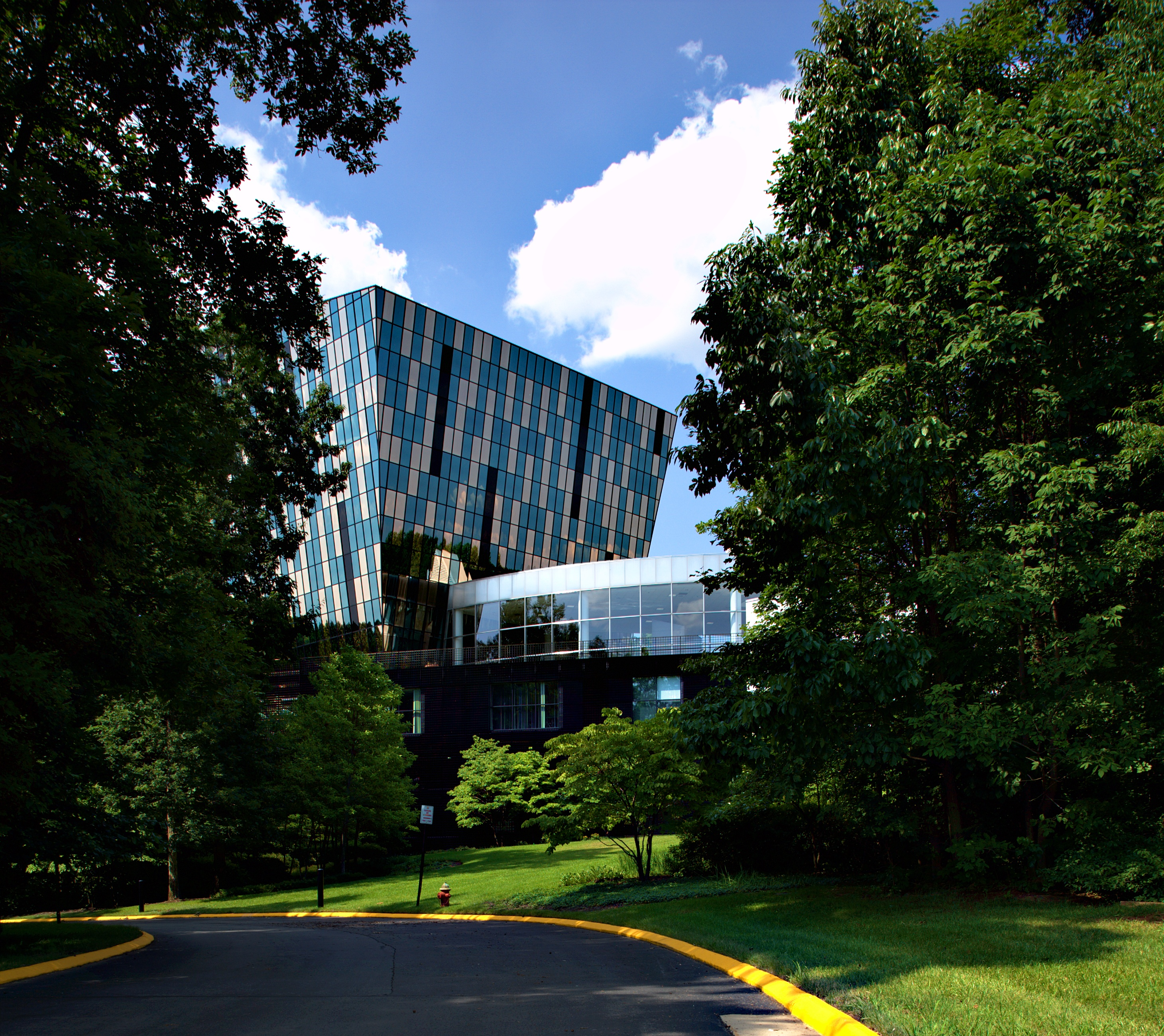
La pellicola colorata su queste finestre conferisce all'edificio un aspetto unico, fornendo privacy e isolamento dal sole.

Le pellicole antisolari vengono normalmente applicate su vetri per ridurre il passaggio di raggi infrarossi, luce visibile e raggi ultravioletti (UV), provenienti da radiazioni solari. Tali pellicole sono solitamente colorate o metallizzate (anche se esistono finiture trasparenti e fotocromatiche) per respingere la radiazione solare in entrata. Sono state create pellicole pensate per aderire su vetri in ceramica che a differenza delle vecchie pellicole contenenti materiali metallici, non contengono coloranti che possono causare scolorimento. Le pellicole per vetri in ceramica e metallo possono ridurre la trasmissione di energia fino all'80%, ma sono caratterizzate da un maggiore costo commerciale.
I film spettroselettivi agiscono bloccando determinate lunghezze d'onda della radiazione infrarossa del sole e respingono il calore senza ridurre la luce naturale.
Le pellicole di sicurezza vengono applicate al vetro in modo da evitare la produzione di schegge in caso di rottura del vetro. Hanno uno spessore più importante rispetto agli altri modelli, in quanto hanno lo scopo di mantenere l'integrità del vetro quando soggetto a forti urti. Le pellicole di sicurezza più robuste sono per esempio, in grado di prevenire la frammentazione del parabrezza in caso di incidente. Sono spesso colorate e possono avere uno spessore fino a 400 micrometri (µm), rispetto a meno di 50 µm per le normali pellicole colorate. Un ulteriore impiego è in campo dell'edilizia, fornendo protezione alle vetrate architettoniche in caso di rottura. Uno strato di pellicola (di 100 µm di spessore o superiore) può impedire la frammentazione del vetro quando un proiettile colpisce la sua superficie, che altrimenti potrebbe causare serie lesioni. L'installazione di pellicole di sicurezza su superfici è normato in base al D.Lgs. 81/2008 denominato “Testo unico sulla sicurezza”.
Le pellicole LCD switch cambiano il loro stato da opache a trasparenti grazie alla corrente elettrica (una tensione di sicurezza inferiore a 36 V CA). Quando opache, vengono utilizzate come schermo di proiezione visibile da entrambi i lati.
Le pellicole di design sono generalmente in vinile colorato o satinato. Le pellicole con finitura satinata assomigliano al vetro sabbiato o acidato, mentre le pellicole viniliche sono disponibili in diversi colori.
Le pellicole per la privacy riducono la visibilità attraverso il vetro. Solitamente di finitura smerigliata, rende la finestra traslucida ma non trasparente. Le pellicole per la privacy per automobili sono disponibili con sfumature di oscurità, con le tinte più scure comunemente note come "tinta limousine".
La pellicola a specchio, un particolare tipo di pellicola antisolare, ottenendo specchi unidirezionali. Per essere efficace il differenziale di luce tra l'interno e l'esterno deve essere da 6 a 10 volte maggiore per mantenere le prestazioni previste e garantire privacy unidirezionale. Ad esempio, gli edifici di una città, durante il giorno sono difficili da vedere, di notte invece possono essere visti facilmente grazie all'illuminazione interna.

### Filtraggio UV per ridurre la degrazione
La protezione dai raggi UV, di eventuali interni nel caso di contesti abitativi, può essere ottenuta con una pellicola spettroselettiva, trasparente o leggermente oscurante, in grado di riflettere solamente i raggi UV, in quanto sono una delle principali fonti di sbiadimento e degradazione dei materiali polimerici.

## Selezione di pellicole per vetri
Non tutte le pellicole sono adatte a tutti i tipi di vetro. L'assorbimento del vetro e della pellicola, le dimensioni del vetro, lo spessore del vetro sono fattori da tenere in considerazione.
Scegliere la giusta pellicola per vetri è fondamentale per garantire che il vetro non si incrini a causa dello stress termico. Tuttavia, è comunque possibile che una lastra di vetro si rompa in seguito all'applicazione di un'apposita pellicola, perché la lastra è stata danneggiata a monte, durante la smaltatura della finestra, o a seguito di movimento dell'edificio o altre sollecitazioni fisiche non evidenti al momento dell'applicazione della pellicola.

## Funzionalità indesiderate
In specifiche condizioni, la pellicola per vetri mostrerà iridescenza, nota anche come interferenza a film sottile. Si tratta di un fenomeno noto specialmente nell'industria aeronautica. Si riferisce essenzialmente ai colori che cambiano gradualmente al variare dell'angolo di visione o dell'angolo di illuminazione in una pellicola sottile. Questo fenomeno si verifica solitamente di notte, se la fonte di illuminazione all'interno di un edificio è l'illuminazione fluorescente. L'iridescenza può variare dall'essere quasi impercettibile a molto visibile, in base alla quantità di illuminazione. Si verifica più frequentemente quando la pellicola ha una protezione antigraffio. Quando si verifica l'iridescenza nella pellicola per vetri, il modo migliore per fermarla è evitare che la luce artificiale colpisca la pellicola o utilizzare un tipo alternativo di luce.

## Certificazioni e standard
Le pellicole per vetri di sicurezza sono progettate per funzionare in condizioni estreme. Per questo motivo esistono criteri, leggi e standard standard specifici che queste pellicole soddisfano, come gli standard americani ANSI Z.97, CPSC 16 CFR 1201, Cat II (400 ft-lb) e gli standard britannici BS 6206 (Classe A, B, C). Il Comitato europeo per la standardizzazione offre una classificazione della resistenza all'impatto delle vetrature secondo la norma EN12600. Spesso, i codici edilizi impongono che la pellicola debba avere una certificazione che verifichi che abbia soddisfatto almeno uno di questi standard.

## Norme per l'uso automobilistico

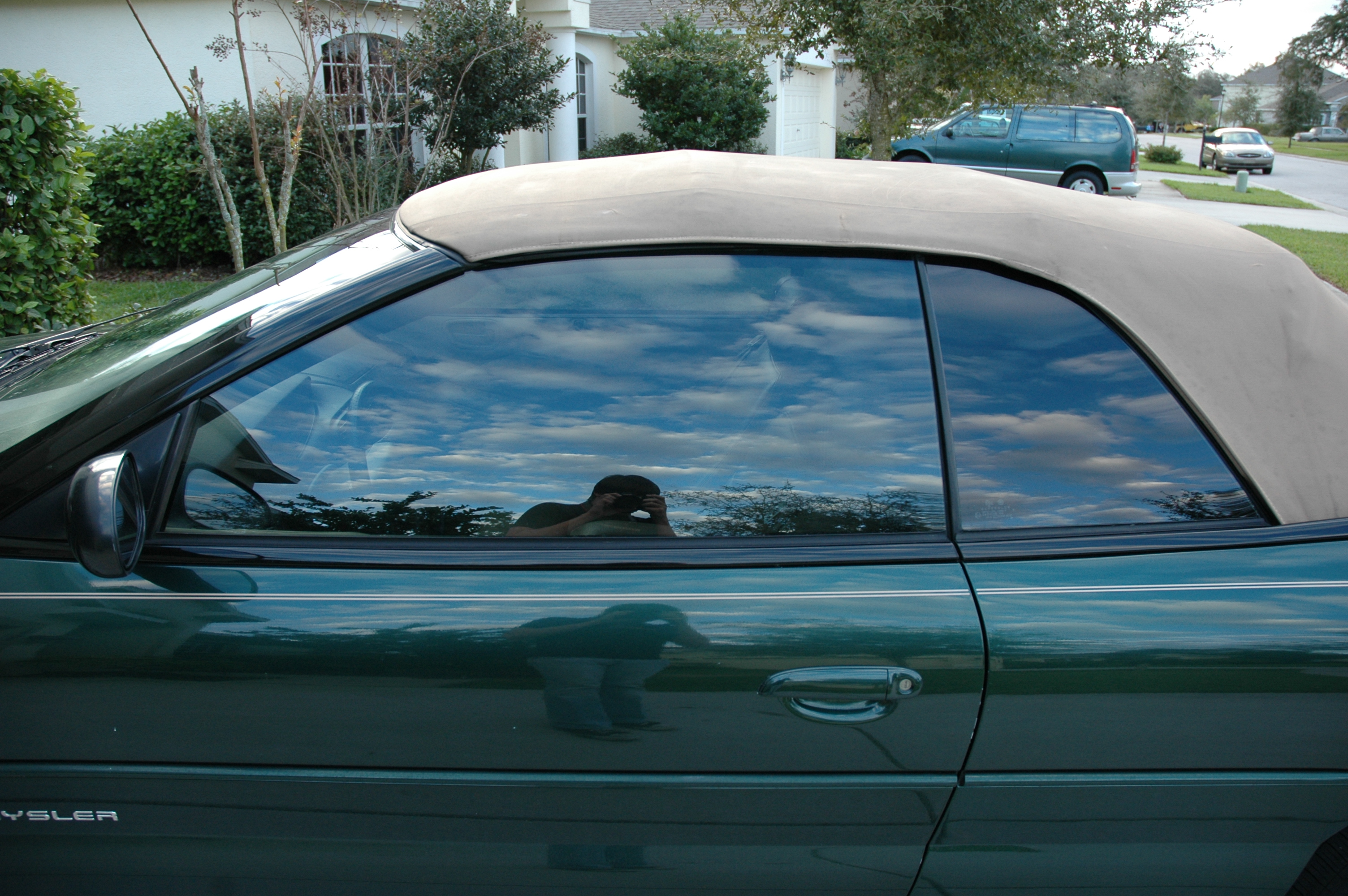
Pellicole per vetri su una decappottabile in America. La tinta sul lunotto anteriore è più chiara di quella sul lunotto posteriore a causa delle normative sull'ombreggiatura del finestrino.

La colorazione dei finestrini dell'auto riduce la "trasmissione della luce visibile" (VLT). Questo può creare problemi di notte o nei casi in cui gli automobilisti debbano essere in grado di vedere attraverso i finestrini di altri veicoli per individuare i pericoli. La polizia potrebbe anche voler essere in grado di identificare i passeggeri o qualsiasi potenziale minaccia all'interno di un veicolo. Pertanto, in molti paesi, esistono leggi per limitare la quantità di oscurazione che si può applicare ad un vetro.

### Tintura di fabbrica
La tinta di fabbrica dei finestrini delle auto, viene eseguita al momento della produzione tingendo l'interno del vetro con un pigmento scurito tramite un processo elettrico noto come "immersione profonda". Il pigmento conferisce al vetro una tinta oscurata, ma non fornisce protezione dai raggi UV e non riflette calore come fanno le pellicole per vetri antisolari. Il VLT medio della tinta di fabbrica è compreso tra il 15 e il 26%.

### Regolamento per paese
- Australia — Nel New South Wales, la Roads and Traffic Authority ammette un indice VLT del 35% sui finestrini diversi dal parabrezza. Per quanto riguarda il parabrezza è consentita una fascia nella parte superiore con una profondità non superiore al 10% della profondità del parabrezza. Un'eccezione ai regolamenti sull'oscuramento dei finestrini laterali e posteriori si applica alle auto oscurate prima del 1º agosto 1994.[7]
- Bielorussia — Qualsiasi tipo di alterazione del vetro è illegale. È prevista un'eccezione per la tinta di fabbrica nei veicoli acquistati prima del 1º aprile 2006. Sono esenti anche i veicoli di esattori delle tasse, forze di polizia funzionari del governo.[8]
- Canada — Le leggi sulla colorazione dei vetri delle automobili sono stabilite a livello provinciale.[9][10]
- India — Le regole che regolano le colorazioni dei vetri sono definite nel Motor Vehicles Act 1988, che afferma che il parabrezza anteriore e posteriore non possono eccedere il 70% VLT e tutti gli altri finestrini sono limitati al 50% VLT. Il 27 aprile 2012, la Corte Suprema dell'India ha ordinato la rimozione di tutte le pellicole nere.[11]
- Iran - Nel novembre 2021 è stato legalizzato dalla Corte di giustizia amministrativa iraniana l'oscuramento dei veicoli.[12]
- Italia — L'oscuramento dei cristalli è consentito solo sui finestrini posteriori e sul lunotto, senza limiti alla graduazione delle pellicole. È inoltre richiesto un certificato di installazione rilasciato da un professionista, ed è necessario mantenere visibili sui vetri sia il marchio della pellicola sia il numero di omologazione.
- Libano - Il codice della strada libanese non consente ai proprietari di veicoli privati di oscurare i cristalli anteriori (lunotto del conducente, finestrino del passeggero anteriore e parabrezza) senza una licenza per pellicole per vetri acquisita dal ministero della Difesa libanese. Tuttavia è consentito oscurare i finestrini posteriori a piacimento, in quanto non vengono citati limiti in tal senso. Se il proprietario di un veicolo privato viene colto senza una licenza per pellicole per vetri, è prevista una sanzione pecuniaria.[13]
- Malesia - A partire dall'8 maggio 2019 i livelli di VLT consentiti sono 70% per il parabrezza anteriore, 50% per i cristalli laterali anteriori e 0% per i cristalli laterali posteriori e il lunotto.[14][15]
- Malta — L'autorità dei trasporti maltese consente un VLT del 70% sui finestrini anteriori. Tinta sul parabrezza: è consentita una fascia nella parte superiore con una profondità non superiore a 100 mm della profondità del parabrezza. 30% sui finestrini posteriori e laterali.[16]
- Nuova Zelanda - L'Agenzia dei trasporti neozelandese stabilisce che i veicoli a motore privati devono avere almeno il 35% di VLT dopo l'applicazione della pellicola. Per i finestrini laterali e posteriori, compresi i finestrini accanto al conducente, è consentita la copertura totale. Il parabrezza anteriore può avere una fascia antiriflesso non inferiore alle alette parasole estese. Non esiste un regolamento definito per il tetto apribile. Inoltre, ai veicoli commerciali è consentito qualsiasi livello di VLT sui finestrini dietro il conducente, a condizione che il conducente abbia una visione posteriore adeguata tramite gli specchietti laterali.[17]
- Russia : i limiti di colorazione dei vetri delle auto sono specificati in GOST 5727-88. Il limite è del 75% per il parabrezza anteriore (una striscia più scura non più larga di 10 cm è consentito in alto) e il 70% per i finestrini laterali anteriori. La colorazione dei finestrini posteriori non è regolamentata.
- Regno Unito - I regolamenti stabiliti dalla Vehicle and Operator Services Agency ai sensi dei Road Vehicles (Construction and Use) Regulations 1986 affermano che il parabrezza anteriore deve avere minimo il 75% di VLT e i finestrini laterali anteriori non meno del 70%. Per i veicoli immatricolati prima del 1º aprile 1985, il parabrezza e i finestrini laterali anteriori devono consentire il passaggio di almeno il 70% di luce visibile.[18]
- Stati Uniti : ogni stato ha limiti diversi di oscurazione consentita misurati sui finestrini laterali anteriori.[19] Questi vanno da un VLT basso del 24% a Washington,[20] all'88% in California,[21][22] con restrizioni meno rigorose per i finestrini nella parte posteriore del veicolo. I dettagli completi delle leggi sui vetri e sugli adesivi sono disponibili sul sito Web della Federal Motor Carrier Safety Administration (FMCSA).[23]
- Corea del Sud - Il parabrezza anteriore dovrebbe avere un VLT di almeno il 70% e il vetro laterale anteriore dovrebbe avere un VLT di almeno il 40%. Tuttavia, questo regolamento è raramente seguito in Corea del Sud e non vi è alcuna repressione.